# Långsjön (Överluleå socken, Norrbotten, 731623-174723)
Långsjön är en sjö i Bodens kommun i Norrbotten och ingår i Alåns huvudavrinningsområde. Sjön har en area på 2,69 kvadratkilometer och ligger 98,9 meter över havet. Sjön avvattnas av vattendraget Alån (Långsjöån).

## Delavrinningsområde
Långsjön ingår i det delavrinningsområde (731681-174711) som SMHI kallar för Utloppet av Långsjön. Medelhöjden är 156 meter över havet och ytan är 42,57 kvadratkilometer. Det finns inga avrinningsområden uppströms utan avrinningsområdet är högsta punkten. Avrinningsområdets utflöde Alån (Långsjöån) mynnar i havet. Avrinningsområdet består mestadels av skog (78 procent). Avrinningsområdet har 2,69 kvadratkilometer vattenytor vilket ger det en sjöprocent på 6,3 procent.